# Disco Lines
Disco Lines (* 26. Januar 1999 in Boulder, Colorado als Thadeus Francis Labuszewski ) ist ein US-amerikanischer DJ, Musikproduzent und Songwriter.

## Leben
Disco Lines wuchs in Colorado auf. Seinen Abschluss machte er an der University of Colorado Boulder in Softwaretechnik. Bereits auf der Middle School begann er Elektronische Tanzmusik zu machen. Inspiriert wurde er dabei von Skrillex’ Scary Monsters and Nice Sprites. Nach seinem Abschluss arbeitete er zunächst als Softwaretechniker und erstellte seine Musik in seiner Freizeit. Seine Remixe stellte er auf TikTok und SoundCloud online. Populär wurden seine Mixe von Benny Blanco und Halseys Eastside sowie Taylor Swifts Love Story.
2022 unterschrieb er bei Arista Records und debütierte dort mit Baby Girl, der Platz 25 der Billboard Dance/Electronic Songs Charts erreichte sowie Platz 86 der britischen Charts. 2023 gründete er sein eigenes Label Good Good Records. Erstes Signing wurde Wes Mills.
Mit dem Song No Broke Boys mit Tinashe hatte er seinen ersten internationalen Hit.

## Diskografie

### EPs
- 2022: Loveland

### Singles
| 2019 | Honey (featuring Gabriella)                                     |
| 2019 | Rosetta                                                         |
| 2019 | Acid Cowboy                                                     |
| 2019 | Alive (featuring Lilly Corsi)                                   |
| 2020 | Feels Like (mit Pardi)                                          |
| 2020 | Is This Love                                                    |
| 2020 | Misbehaving (featuring Lilly Corsi)                             |
| 2020 | Love Story (featuring Cassidi)                                  |
| 2021 | All I Want Is You                                               |
| 2021 | Who Do You Love?                                                |
| 2021 | Younger (mit Riley Biederer)                                    |
| 2022 | Destiny (mit Kiana Zara und Seth Charleston)                    |
| 2022 | Can We Get Away Tonight (mit Demotapes featuring Anthony Russo) |
| 2022 | Techno + Tequila (featuring Morgan Harvill)                     |
| 2022 | Baby Girl (US: Gold)                                            |
| 2022 | Restless Bones                                                  |
| 2023 | Til I Die (mit Space Rangers)                                   |
| 2023 | Another Chance                                                  |
| 2023 | I See Colors (mit Rain Radio)                                   |
| 2023 | Misbehave (mit Ship Wrek)                                       |
| 2023 | MDMA                                                            |
| 2023 | RWEOK? (mit Demotapes)                                          |
| 2023 | I Got You (mit Ayokay)                                          |
| 2023 | Heartbreak Hangover (mit Justin Jay)                            |
| 2023 | Blurring the Lines (mit Miggy Dela Rosa)                        |
| 2023 | Peace of Mind (mit Ship Wrek und Daya)                          |
| 2023 | Where Do I Belong? (mit Ship Wrek)                              |
| 2024 | Cutting Loose (mit J. Worra und Anabel Englund)                 |
| 2024 | Disco Boy                                                       |
| 2024 | Give It To Me Good (mit Sidepiece)                              |
| 2024 | back2u (mit Gudfella)                                           |
| 2024 | 11 Mast (mit Wes Mills)                                         |
| 2024 | Shine (mit Wes Mills)                                           |
| 2024 | Feel It (mit Pluko)                                             |
| 2024 | Caught in a Moment (mit Dillon Francis)                         |
| 2024 | Fuck It Up (mit Sidepiece, Mike Sherm)                          |
| 2025 | Wide Open (mit No/Me)                                           |
| 2025 | Wide Open (Acoustic Version) (mit No/Me)                        |
| 2025 | Sunny (mit Gudfella)                                            |
| 2025 | Swim (mit Felly)                                                |
| 2025 | No Broke Boys (Remix) (mit Tinashe)                             |